# Sigy-le-Châtel
Sigy-le-Châtel è un comune francese di 99 abitanti situato nel dipartimento della Saona e Loira nella regione della Borgogna-Franca Contea.

## Società

### Evoluzione demografica
Abitanti censiti